# نیکولئوس کاکلاماناکیس
نیکولئوس کاکلاماناکیس (یونانی: Νικόλαος Κακλαμανάκης؛ زادهٔ ۱۹ آگوست ۱۹۶۸) قایقران قایق بادبانی اهل یونان است.
وی در مسابقات کشوری و بین‌المللی در مجموع برندهٔ ۴ مدال طلا، ۳ مدال نقره شده‌است.